# Radeon HD 7000 (серія відеокарт)
Південні острови (англ. Southern Islands) - кодове найменування сімейства графічних процесорів (англ. Graphics Proccesing Unit, GPU), що випускалися AMD під торговою маркою Radeon. Вийшли 9 січня 2012 року як лінійка відеокарт Radeon HD 7000. Процесори Southern Islands вироблялися за 28 нм технічним процесом компанією TSMC, там і вироблялись відеокарти конкурента Nvidia GeForce 600 за тим самим тех процесом, вийшовши в той самий час. Вперше в цій серії було застосовано в деяких відеокартах нову архітектуру Graphics Core Next (GCN), яка замінила TeraScale.

## Архітектура
Graphics Core Next було представлено в серії Radeon HD 7000.
- Графічний процесор із архітектурою Graphics Core Next можна знайти на дискретних графічних процесорах Radeon HD 7730 і вище.
- Графічний процесор із реалізацією TeraScale (мікроархітектури) версії «Evergreen (VLIW5)» знаходиться на відеокартах Radeon HD 7670 і нижче
- Графічний процесор із реалізацією TeraScale (мікроархітектури) версії «Північні острови (VLIW4)» можна знайти на APU, чиї графічні процесори мають бренд серії Radeon HD 7000.
- Відповідність OpenGL 4.x вимагає підтримки шейдерів FP64. Вони реалізовані шляхом емуляції на деяких графічних процесорах TeraScale (мікроархітектура).
- Для Vulkan 1.0 потрібна архітектура GCN. Vulkan 1.1 вимагає фактично 2-ге покоління GCN або вище (тут лише HD 7790).[4] На новіших драйверах Vulkan 1.1 для Windows і Linux підтримується всіма графічними процесорами на основі архітектури GCN.

### Підтримка кількох моніторів
Вбудовані контролери дисплея AMD Eyefinity були представлені у вересні 2009 року в серії Radeon HD 5000 і з тих пір присутні у всіх продуктах.

### Прискорення відео
Що Unified Video Decoder, що Video Coding Engine присутній на кристалах всіх продуктів, підтримується AMD Catalyst і безкоштовним драйвером графічного пристрою з відкритим вихідним кодом.

### OpenCL (API)
OpenCL прискорює багато наукових пакетів програмного забезпечення від процесора до фактора 10 або 100 і більше. OpenCL від 1.0 до 1.2 підтримуються для всіх мікросхем з Terascale і GCN. OpenCL 2.0 підтримується GCN 2-го покоління (або 1.2 і вище). Для OpenCL 2.1 та 2.2 необхідні лише оновлення драйверів із картами, що відповідають OpenCL 2.0.

### Vulkan (API)
Vulkan 1.1 підтримується всіма відеокартами з архітектурою GCN з останніми драйверами для Linux та Windows. Vulkan 1.2 доступний для GCN 2-го покоління або вище з Windows Adrenalin 20.1 (і новіші) та Linux Mesa 20.0 (і новіші).

## Продукти

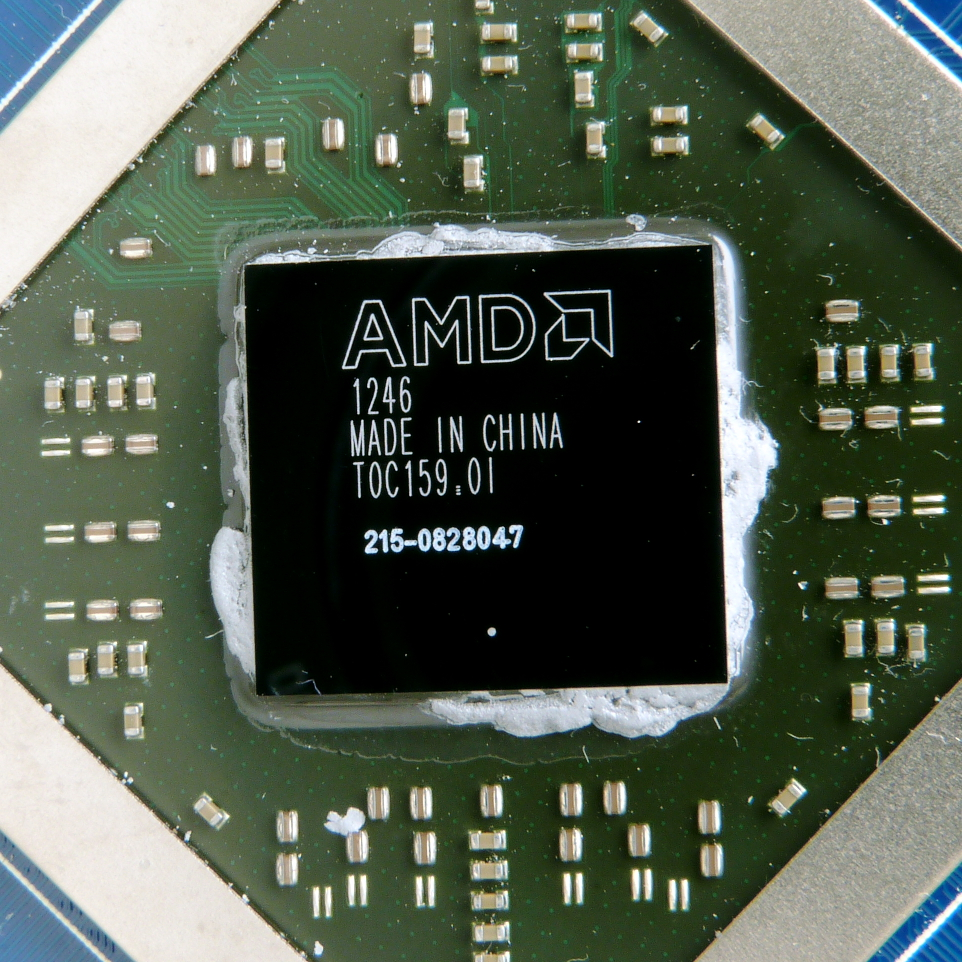
Кристал з упаковкою відеокарти Radeon HD 7870.

Лінійка продуктів 28 нм розділена на три кристала (Tahiti, Pitcairn і Cape Verde), кожен з них приблизно подвоюється в одиницях шейдера в порівнянні з іншим чипом (32, 20 і 10 відповідно). Хоча це дає приблизно вдвічі збільшене число з плаваючою комою одинарної точності, однак є значне відхилення в обчислювальній потужності подвійної точності. Tahiti має максимальну пропускну здатність подвійної точності в ¼, в той час як два інших менших споживчих кристала можуть досягти співвідношення 1/16. У той час як кожен більший кристал має два додаткових контролера пам’яті, що розширюють шину на 128 біт, Pitcairn, має ті ж самі передні блоки подвійного теселятора, що й Tahiti, що забезпечує подібну продуктивність до його більших побратимів у тестах теселяції DX11.

### Radeon HD 7700
Серія Radeon HD 7700 під кодовою назвою Cape Verde була випущена 15 лютого 2012 року. Продукти включають Radeon HD 7770 GHz Edition і Radeon HD 7750. Radeon HD 7770 GHz Edition має 640 потокових ядер на основі архітектури GCN, тоді як Radeon HD 7750 має лише 512 потокових ядер, які можна використовувати. Обидві карти оснащені 1 ГБ пам'яті GDDR5 і виготовлені за технологією 28 нм. 22 березня 2013 року в цій серії була представлена ще одна карта, Radeon HD 7790. Ця карта заснована на архітектурі Bonaire, яка містить 896 потокових ядер із використанням технології GCN 2-го покоління, поступового оновлення. У травні 2013 року AMD випустила Radeon HD 7730 на основі графічного процесора Cape Verde LE. Він має 128-бітну шину пам’яті, 384 потокових ядра, 8 ROP і тактову частоту ядра до 800 МГц. HD 7730 поставлявся з варіантами GDDR5 і DDR3, які працюють на тактовій частоті пам'яті 1125 МГц і 900 МГц відповідно. Споживу потужність при навантажені було знижено на 14,5% (47 Вт) у порівняні з Radeon HD 7750 (55 Вт).

### Radeon HD 7800
Серія Radeon HD 7800 під кодовою назвою Pitcairn була офіційно представлена 5 березня 2012 року, а в роздрібній продажі з 19 березня 2012 року. Продукти включають Radeon HD 7870 і Radeon HD 7850. Radeon HD 7870 має 1280 використовуваних потокових ядер, тоді як Radeon HD 7850 має 1024 використовуваних потокових ядер. Обидві карти оснащені 2 ГБ пам'яті GDDR5 (деякі моделі 7850 пропонуются з 1 ГБ) і виготовлені за 28-нм техпроцесом TSMC.

### Radeon HD 7900
Серія Radeon HD 7900 під кодовою назвою Tahiti була анонсована 22 грудня 2011 року. Продукти включають Radeon 7970 GHz Edition, Radeon HD 7970 і Radeon HD 7950. Radeon HD 7970 має 2048 потокових ядер, які можна використовувати, , тоді як Radeon HD 7950 має 1792 потокових ядер, які можна використовувати, оскільки 256 з 2048 ядер відключаються під час підготовки продуктів, що виявляє дефектні ділянки чипа. Карти є першими продуктами, які використовують переваги нової обчислювальної архітектури AMD «Graphics Core Next». Обидві карти оснащені 3 ГБ пам’яті GDDR5 і виготовлені за 28-нм техпроцесом TSMC. Графічний процесор Tahiti також використовується в Radeon HD 7870 XT, випущеній 19 листопада 2012 року. У цьому випадку одна чверть потокових процесорів відключається, що дає 1536 ядер, які можна використовувати. Крім того, інтерфейс пам’яті зменшено з 384 біт до 256 біт, а також розмір пам’яті зменшено з 3 ГБ до 2 ГБ.

## Модельний ряд

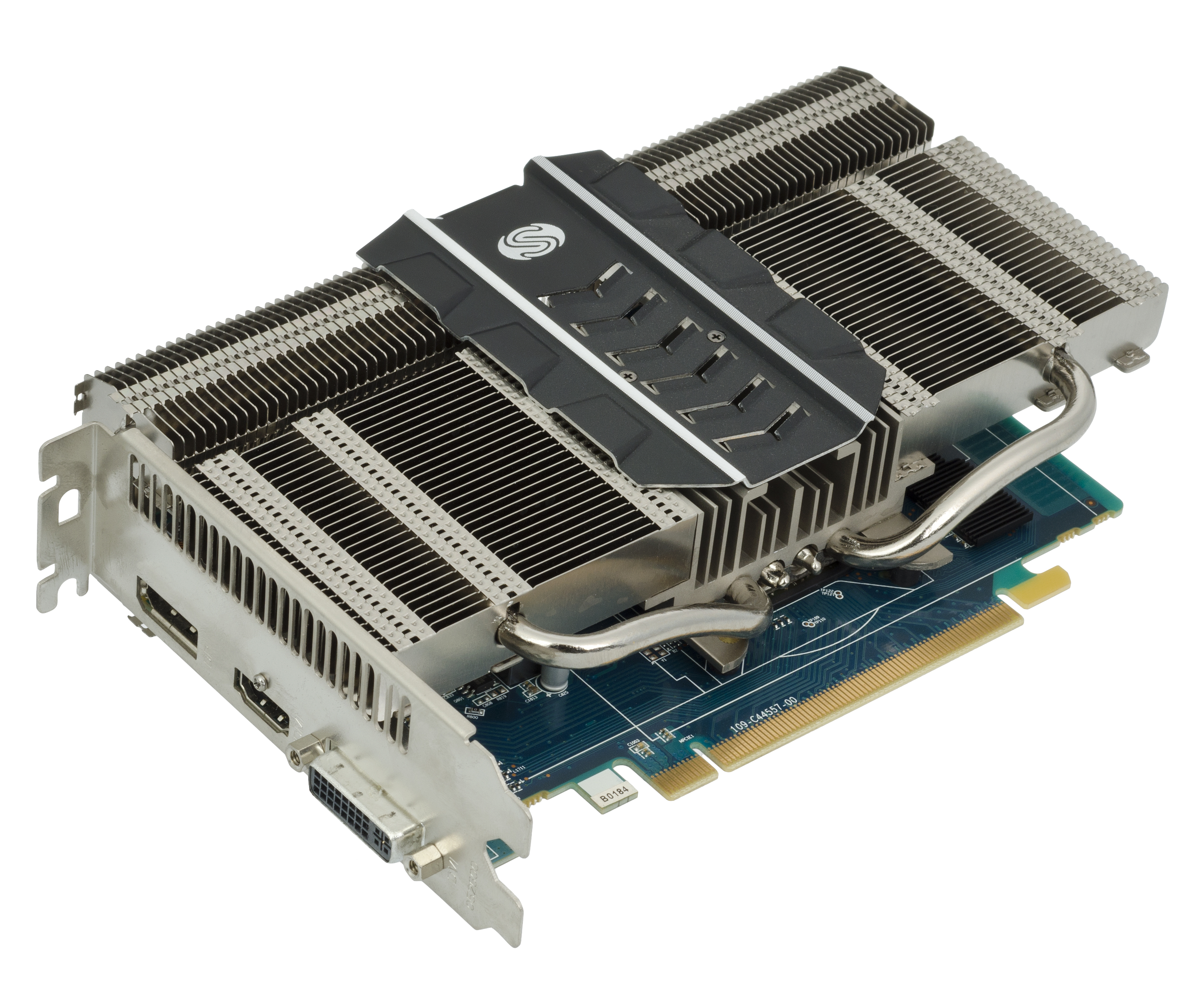
Radeon HD 7750 карта з безвентиляторним дизайном

### Настільні моделі
- Модель HD 7790 спроектована більше як моделі 7800/7900, а не 7700 з 2-кратною примітивною швидкістю замість 1x, яка є в інших картах 7700.
- Bonaire XT є єдиною картою в серії 7000, яка підтримує TrueAudio.
- Моделі HD 73xx-76xx мають підтримку DirectX 11, OpenGL 4.3 та OpenCL 1.2, не мають підтримки Vulkan;
- Моделі HD 77xx-79xx мають підтримку Vulkan, DirectX 12, OpenGL 4.6 (4.6 є тільки Mesa 3D, але в офіційному пропріетарному відеодрайвері є тільки OpenGL 4.3), OpenCL 1.2;
- Моделі HD 7790 - 7990 також підтримується власний API Mantle.

| Модель                     | Рік               | Кодове ім'я    | Транзистори (млн шт.) | Площа ядра (мм2) | Інтерфейс вводу-виводу | Обсяг пам'яті (МБ) | Частота    | Частота       | Конфігурація ядра 1 | Пікова швидкість заповнення | Пікова швидкість заповнення | Пам'ять                    | Пам'ять     | Пам'ять           | GFLOPS  | Енерго- споживання (Вт) | Енерго- споживання (Вт) | Double-precision FP | Ціна в момент виходу (USD) |
| Модель                     | Рік               | Кодове ім'я    | Транзистори (млн шт.) | Площа ядра (мм2) | Інтерфейс вводу-виводу | Обсяг пам'яті (МБ) | ядра (MHz) | пам"ять (MHz) | Конфігурація ядра 1 | (GP/с)                      | (GT/с)                      | Пропускна здатність (GB/с) | Тип         | Ширина шини (Bit) | GFLOPS  | Спокій                  | Максимум                | Double-precision FP | Ціна в момент виходу (USD) |
| -------------------------- | ----------------- | -------------- | --------------------- | ---------------- | ---------------------- | ------------------ | ---------- | ------------- | ------------------- | --------------------------- | --------------------------- | -------------------------- | ----------- | ----------------- | ------- | ----------------------- | ----------------------- | ------------------- | -------------------------- |
| Radeon HD 7350             | січень 2012 (OEM) | Cedar          | 292                   | 59               | PCIe 2.1 x16           | 256 512            | 400-650    | 400 800       | 80:8:4              | 1.6-2.6                     | 3.2-5.2                     | 6.4 12.8                   | DDR2 DDR3   | 64                | 104     | 6.4                     | 19.1                    | Ні                  | OEM                        |
| Radeon HD 7450             | січень 2012 (OEM) | Caicos         | 370                   | 67               | PCIe 2.1 x16           | 512 1024           | 625-750    | 533-800       | 160:8:4             | 2.5-3                       | 5-6                         | 8.5-12.8                   | DDR3        | 64                | 200-240 | 9                       | 18                      | Ні                  | OEM                        |
| Radeon HD 7470             | січень 2012 (OEM) | Caicos         | 370                   | 67               | PCIe 2.1 x16           | 512 1024           | 625-750    | 800-900       | 160:8:4             | 2.5-3                       | 5-6                         | 25.6-28.8                  | GDDR5       | 64                | 200-240 | 9                       | 27                      | Ні                  | OEM                        |
| Radeon HD 7510             | лютий 2013 (OEM)  | Turks LE       | 716                   | 118              | PCIe 2.1 x16           | 1024               | 650        | 667           | 320:16:4            | 2.6                         | 10.4                        | 21.3                       | DDR3        | 128               | 416     | Невідомо                | Невідомо                | Ні                  | OEM                        |
| Radeon HD 7570             | січень 2012 (OEM) | Turks PRO      | 716                   | 118              | PCIe 2.1 x16           | 512 1024           | 650        | 900 1000      | 480:24:8            | 5.2                         | 15.6                        | 28.8 64                    | GDDR3 GDDR5 | 128               | 624     | 10 11                   | 44 60                   | Ні                  | OEM                        |
| Radeon HD 7670             | січень 2012 (OEM) | Turks XT       | 716                   | 118              | PCIe 2.1 x16           | 512 1024           | 800        | 1000          | 480:24:8            | 6.4                         | 19.2                        | 64                         | GDDR5       | 128               | 768     | 12                      | 66                      | Ні                  | OEM                        |
| Radeon HD 7730             | серпень 2013      | Cape Verde LE  | 1500                  | 123              | PCIe 3.0 x16           | 1024               | 800        | 1125          | 384:24:8            | 9.6                         | 19.2                        | 225.6 72                   | GDDR5       | 128               | 614     | 10                      | 47                      | 38.7                | $60                        |
| Radeon HD 7750             | 15 лютого 2012    | Cape Verde Pro | 1500                  | 123              | PCIe 3.0 x16           | 1024               | 800        | 1125          | 512:32:16           | 12.8                        | 25.6                        | 225.6 72                   | GDDR5       | 128               | 819.2   | 10                      | 55                      | 51.2                | $109                       |
| Radeon HD 7770             | 15 лютого 2012    | Cape Verde XT  | 1500                  | 123              | PCIe 3.0 x16           | 1024               | 1000       | 1125          | 640:40:16           | 16                          | 40                          | 72                         | GDDR5       | 128               | 1280    | 10                      | 80                      | 80                  | $160                       |
| Radeon HD 7790             | 22 березня 2013   | Bonaire        | 2080                  | 160              | PCIe 3.0 x16           | 2048               | 1000       | 1500          | 896:56:16           | 16                          | 56                          | 96                         | GDDR5       | 128               | 1790    | 10                      | 85                      | 150                 | $159                       |
| Radeon HD 7850             | 19 березня 2012   | Pitcairn Pro   | 2800                  | 212              | PCIe 3.0 x16           | 2048               | 860        | 1200          | 1024:64:32          | 27.52                       | 55.04                       | 153.6                      | GDDR5       | 256               | 1761.28 | 10                      | 130                     | 110.08              | $249                       |
| Radeon HD 7870             | 19 березня 2012   | Pitcairn XT    | 2800                  | 212              | PCIe 3.0 x16           | 2048               | 1000       | 1200          | 1280:80:32          | 32                          | 80                          | 153.6                      | GDDR5       | 256               | 2560    | 10                      | 175                     | 160                 | $349                       |
| Radeon HD 7870XT           | 19 листопада 2012 | Tahiti LE      | 4313                  | 365              | PCIe 3.0 x16           | 2048               | 925        | 1500          | 1536:96:32          | 31.2                        | 93.6                        | 192                        | GDDR5       | 256               | 2995    | 15                      | 185                     | 748.8               | $270                       |
| Radeon HD 7950             | 31 січня 2012     | Tahiti Pro     | 4313                  | 365              | PCIe 3.0 x16           | 3072               | 800        | 1250          | 1792:112:32         | 25.6                        | 89.6                        | 240                        | GDDR5       | 384               | 2867.2  | 15                      | 180                     | 717                 | $449                       |
| Radeon HD 7970             | 9 січня 2012      | Tahiti XT      | 4313                  | 365              | PCIe 3.0 x16           | 3072               | 925        | 1375          | 2048:128:32         | 29.6                        | 118.4                       | 264                        | GDDR5       | 384               | 3788.8  | 15                      | 230                     | 947                 | $549                       |
| Radeon HD 7970 GHz Edition | 22 июня 2012      | Tahiti XT2     | 4313                  | 365              | PCIe 3.0 x16           | 3072               | 1050       | 1500          | 2048:128:32         | 33.6                        | 134.4                       | 288                        | GDDR5       | 384               | 4300    | 15                      | 310                     | 1075                | $499                       |
| Radeon HD 7990             | 24 квітня 2013    | Malta          | 2x4313                | 2x365            | PCIe 3.0 x16           | 2x3072             | 1000       | 1500          | 4096:256:64         | 2x32                        | 2x128                       | 2×288                      | GDDR5       | 384               | 8190.5  | 15                      | ?                       | 2048                | $999                       |

- 1 Уніфікована шейдерних процесорів : Текстурних блоків : Блоків растеризації
- 2 Ефективна швидкість передачі даних пам'яті GDDR5 є вчетверо відносно реальної, замість подвоєної як в інший пам'яті DDR.

### APU
- Всі моделі базуються на VLIW4, окрім Radeon 73xx
- Всі моделі підтримують UVD3.2 та Eyefinity до чотирьох виходів.
- У всіх моделей відсутня double-precision FP
- Для всіх характерна UNB/MC шина інтерфейсу

#### Настільні варіанти
| Модель          | Рік           | Кодове ім'я | Частота ядра (MHz) | Конфігурація ядра | Пікова швидкість заповнення | Пікова швидкість заповнення | Пам'ять                    | Пам'ять   | Пам'ять           | GFLOPS     | Максимальне енерго- споживання (Вт) | Інтегрований відеочіп у APU             |
| Модель          | Рік           | Кодове ім'я | Частота ядра (MHz) | Конфігурація ядра | (GP/с)                      | (GT/с)                      | Пропускна здатність (GB/с) | Тип       | Ширина шини (Bit) | GFLOPS     | Максимальне енерго- споживання (Вт) | Інтегрований відеочіп у APU             |
| --------------- | ------------- | ----------- | ------------------ | ----------------- | --------------------------- | --------------------------- | -------------------------- | --------- | ----------------- | ---------- | ----------------------------------- | --------------------------------------- |
| Radeon HD 7310  | 6 червня 2012 | Ontario     | 500                | 80:8:4            | 2.00                        | 4.00                        | 8.53                       | DDR3-1066 | 64                | 80         | 18                                  | AMD E2-1200                             |
| Radeon HD 7340  | 6 червня 2012 | Ontario     | 523                | 80:8:4            | 2.72                        | 5.44                        | 10.66                      | DDR3-1333 | 64                | 83.6–108.8 | 18                                  | AMD E2-1800                             |
| Radeon HD 7480D | 1 червня 2012 | Scrapper    | 723                | 128:8:4           | 2.9                         | 11.6                        | 25.6                       | DDR3-1600 | 128               | 185        | 65                                  | AMD A4-4000, 5300                       |
| Radeon HD 7540D | 1 червня 2012 | Scrapper    | 760                | 192:12:4          | невідомо                    | невідомо                    | 29.9                       | DDR3-1866 | 128               | 292        | 65                                  | AMD A6-5400K                            |
| Radeon HD 7560D | 1 червня 2012 | Devastator  | 760                | 256:16:4          | невідомо                    | невідомо                    | 29.9                       | DDR3-1866 | 128               | 389        | 65–100                              | AMD A8-5500, 5600K                      |
| Radeon HD 7660D | 1 червня 2012 | Devastator  | 760                | 384:24:8          | 2.7                         | 16.2                        | 29.9                       | DDR3-1866 | 128               | 584–614    | 65–100                              | AMD A10-5700 (760 MHz), 5800K (800 MHz) |

#### Мобільні інтегровані варіанти
| Модель          | Дата виходу   | Кодове ім'я | Частота ядра (МГц) | Частота ядра (МГц) | Конфігурація ядра | Пікова швидкість заповнення | Пікова швидкість заповнення | Пам'ять                    | Пам'ять        | Пам'ять           | GFLOPS | Інтегрований відеочіп у APU |
| Модель          | Дата виходу   | Кодове ім'я | Базова             | Boost              | Конфігурація ядра | (ГП/с)                      | (ГТ/с)                      | Пропускна здатність (ГБ/с) | Тип            | Ширина шини (Біт) | GFLOPS | Інтегрований відеочіп у APU |
| --------------- | ------------- | ----------- | ------------------ | ------------------ | ----------------- | --------------------------- | --------------------------- | -------------------------- | -------------- | ----------------- | ------ | --------------------------- |
| Radeon HD 7400G | Вересень 2012 | Scrapper    | 327                | 424                | 192:12:4          | 1.31                        | 3.92                        | 21.33–34.13                | DDR3-1333-2133 | 128               | 125.57 | AMD A4-4355M                |
| Radeon HD 7420G | Червень 2012  | Scrapper    | 480                | 655                | 128:8:4           | 1.92                        | 3.84                        | 21.33–34.13                | DDR3-1333-2133 | 128               | 122.88 | AMD A4-4300M                |
| Radeon HD 7500G | Травень 2012  | Scrapper    | 327                | 424                | 256:16:8          | 2.62                        | 5.23                        | 21.33–34.13                | DDR3-1333-2133 | 128               | 167.42 | AMD A6-4455M                |
| Radeon HD 7520G | Червень 2012  | Scrapper    | 496                | 685                | 192:12:4          | 1.98                        | 5.95                        | 21.33–34.13                | DDR3-1333-2133 | 128               | 190.46 | AMD A6-4400M                |
| Radeon HD 7600G | Вересень 2012 | Devastator  | 320                | 424                | 384:24:8          | 2.56                        | 7.68                        | 21.33–34.13                | DDR3-1333-2133 | 128               | 245.76 | AMD A8-4555M                |
| Radeon HD 7620G | Травень 2012  | Devastator  | 360                | 497                | 384:24:8          | 2.88                        | 8.64                        | 21.33–34.13                | DDR3-1333-2133 | 128               | 276.48 | AMD A10-4655M               |
| Radeon HD 7640G | Травень 2012  | Devastator  | 496                | 685                | 256:16:8          | 3.97                        | 7.94                        | 21.33–34.13                | DDR3-1333-2133 | 128               | 253.95 | AMD A8-4500M; 4557M         |
| Radeon HD 7660G | Травень 2012  | Devastator  | 496                | 685                | 384:24:8          | 3.97                        | 11.9                        | 21.33–34.13                | DDR3-1333-2133 | 128               | 380.93 | AMD A10-4600M; 4657M        |

### Мобільні виокремлені відеочіпи
| Модель             | Дата виходу  | Кодове ім'я  | Обсяг пам'яті (МБ) | Частота    | Частота       | Конфігурація ядра | Пікова швидкість заповнення | Пікова швидкість заповнення | Пам'ять                    | Пам'ять            | GFLOPS      | енерго- споживання (Вт) |
| Модель             | Дата виходу  | Кодове ім'я  | Обсяг пам'яті (МБ) | ядра (МГц) | пам'ять (МГц) | Конфігурація ядра | (ГП/с)                      | (ГТ/с)                      | Пропускна здатність (ГБ/с) | Тип                | GFLOPS      | енерго- споживання (Вт) |
| ------------------ | ------------ | ------------ | ------------------ | ---------- | ------------- | ----------------- | --------------------------- | --------------------------- | -------------------------- | ------------------ | ----------- | ----------------------- |
| Radeon HD 7430M    | Січень 2012  | Seymour Pro  | 1024               | 600        | 900           | 160:8:4:2         | 2.4                         | 4.8                         | 14.4                       | DDR3 64-біт        | 192         | 7                       |
| Radeon HD 7450M    | Січень 2012  | Seymour Pro  | 1024               | 700        | 900 800       | 160:8:4:2         | 2.8                         | 5.6                         | 14.4 25.6                  | DDR3 GDDR5 64-біт  | 224         | 7                       |
| Radeon HD 7470M    | Січень 2012  | Seymour XT   | 1024               | 750 800    | 900 800       | 160:8:4:2         | 3.0 3.2                     | 6 6.4                       | 14.4 25.6                  | DDR3 GDDR5 64-біт  | 240 256     | 7~9                     |
| Radeon HD 7490M    | Січень 2012  | Seymour XTX  | 1024               | 800        | 950           | 160:8:4:2         | 3.2                         | 6.4                         | 30.4                       | GDDR5 64-біт       | 256         | 9                       |
| Radeon HD 7510M    | Січень 2012  | Thames LE    | 1024               | 450        | 800           | 400:20:8:5        | 3.6                         | 9.0                         | 12.8                       | DDR3 64-біт        | 360         | 11                      |
| Radeon HD 7530M    | Січень 2012  | Thames LP    | 1024               | 450        | 900           | 400:24:8:5        | 3.6                         | 9.0                         | 14.4                       | DDR3 64-біт        | 360         | 11                      |
| Radeon HD 7550M    | Січень 2012  | Thames Pro   | 1024               | 450 550    | 900 800       | 400:20:8:5        | 3.6 4.4                     | 9.0 11.0                    | 14.4 25.6                  | DDR3 GDDR5 64-біт  | 360 440     | 13                      |
| Radeon HD 7570M    | Січень 2012  | Thames Pro   | 1024               | 450 650    | 900 800       | 400:20:8:5        | 3.6 5.2                     | 9.0 13.0                    | 14.4 25.6                  | DDR3 GDDR5 64-біт  | 360 520     | 13~15                   |
| Radeon HD 7590M    | Січень 2012  | Thames XT    | 1024               | 600        | 800           | 480:24:8:6        | 4.8                         | 14.4                        | 25.6                       | GDDR5 64-біт       | 576         | 18                      |
| Radeon HD 7610M    | Січень 2012  | Thames LE    | 1024               | 450        | 800           | 400:20:8:5        | 3.6                         | 9.0                         | 25.6                       | DDR3 128-біт       | 360         | 20                      |
| Radeon HD 7630M    | Січень 2012  | Thames LP    | 1024               | 450        | 800           | 480:24:8:6        | 3.6                         | 10.8                        | 25.6                       | DDR3 128-біт       | 432         | 20~25                   |
| Radeon HD 7650M    | Січень 2012  | Thames Pro   | 1024               | 450 550    | 800           | 480:24:8:6        | 3.6 4.4                     | 10.8 13.2                   | 25.6                       | DDR3 128-біт       | 432 528     | 20~25                   |
| Radeon HD 7670M    | Січень 2012  | Thames Pro   | 1024               | 600        | 900           | 480:24:8:6        | 4.8                         | 14.4                        | 28.8 57.6                  | DDR3 GDDR5 128-біт | 576         | 20~25                   |
| Radeon HD 7690M    | Січень 2012  | Thames XT    | 1 2                | 725 600    | 900           | 480:24:8:6        | 5.8 4.8                     | 17.4 14.4                   | 28.8 57.6                  | DDR3 GDDR5 128-біт | 696 576     | 20~25                   |
| Radeon HD 7690M XT | Січень 2012  | Thames XTX   | 1 2                | 725        | 900           | 480:24:8:6        | 5.8                         | 17.4                        | 57.6                       | GDDR5 128-біт      | 696         | 25                      |
| Radeon HD 7730M    | Квітень 2012 | Chelsea LP   | 2                  | 575 675    | 900           | 512:32:16:8       | 9.2 10.8                    | 18.4 21.6                   | 28.8                       | GDDR3 128-біт      | 588.8 691.2 | 25~28                   |
| Radeon HD 7750M    | Квітень 2012 | Chelsea Pro  | 1 2                | 575        | 1000          | 512:32:16:8       | 9.2                         | 18.4                        | 64                         | GDDR5 128-біт      | 588.8       | 28                      |
| Radeon HD 7770M    | Квітень 2012 | Chelsea XT   | 1 2                | 675        | 1000          | 512:32:16:8       | 10.8                        | 21.6                        | 64                         | GDDR5 128-біт      | 691.2       | 32                      |
| Radeon HD 7850M    | Квітень 2012 | Heathrow Pro | 2                  | 675        | 1000          | 640:40:16:10      | 10.8                        | 27                          | 64                         | GDDR5 128-біт      | 864         | 40                      |
| Radeon HD 7870M    | Квітень 2012 | Heathrow XT  | 2                  | 800        | 1000          | 640:40:16:10      | 12.8                        | 32                          | 64                         | GDDR5 128-біт      | 12.8        | 40–45                   |
| Radeon HD 7970M    | Квітень 2012 | Wimbledon XT | 2 4                | 850        | 1200          | 1280:80:32:20     | 27.2                        | 68                          | 153.6                      | GDDR5 256-біт      | 2176        | 75                      |

## Особливості розвитку Radeon
| Назва серії відеокарт             | Wonder            | Mach              | 3D Rage           | Rage Pro          | Rage 128          | R100              | R200                                    | R300                                    | R400                                    | R500                                    | R600                             | RV670                            | R700                             | Evergreen                          | Northern Islands                   | Southern Islands                 | Sea Islands                                                     | Volcanic Islands                                                | Arctic Islands/Polaris                                          | Vega                                                            | Navi                                  | Navi 2X                               |         |
| --------------------------------- | ----------------- | ----------------- | ----------------- | ----------------- | ----------------- | ----------------- | --------------------------------------- | --------------------------------------- | --------------------------------------- | --------------------------------------- | -------------------------------- | -------------------------------- | -------------------------------- | ---------------------------------- | ---------------------------------- | -------------------------------- | --------------------------------------------------------------- | --------------------------------------------------------------- | --------------------------------------------------------------- | --------------------------------------------------------------- | ------------------------------------- | ------------------------------------- | ------- |
| Дата виходу                       | 1986              | 1991              | 1996              | 1997              | 1998              | квітень 2000      | серпень 2001                            | вересень 2002                           | травень 2004                            | жовтень 2005                            | травень 2007                     | листопад 2007                    | липень 2008                      | вересень 2009                      | жовтень 2010                       | січень 2012                      | вересень 2013                                                   | червень 2015                                                    | червень 2016                                                    | червень 2017                                                    | липень 2019                           | листопад 2020                         |         |
| Маркетингова назва                | Wonder            | Mach              | 3D Rage           | Rage Pro          | Rage              | Radeon 7000       | Radeon 8000                             | Radeon 9000                             | Radeon X700/X800                        | Radeon X1000                            | Radeon HD 1000/2000              | Radeon HD 3000                   | Radeon HD 4000                   | Radeon HD 5000                     | Radeon HD 6000                     | Radeon HD 7000                   | Radeon Rx 200                                                   | Radeon Rx 300                                                   | Radeon RX 400/500                                               | Radeon RX Vega/Radeon VII (7 нм)                                | Radeon RX 5000                        | Radeon RX 6000                        |         |
| Підтримується AMD                 | Ended             | Ended             | Ended             | Ended             | Ended             | Ended             | Ended                                   | Ended                                   | Ended                                   | Ended                                   | Ended                            | Ended                            | Ended                            | Ended                              | Ended                              | Ended                            | Ended                                                           | Ended                                                           | Current                                                         | Current                                                         | Current                               | Current                               | Current |
| Вид графіки                       | 2D                | 2D                | 3D                | 3D                | 3D                | 3D                | 3D                                      | 3D                                      | 3D                                      | 3D                                      | 3D                               | 3D                               | 3D                               | 3D                                 | 3D                                 | 3D                               | 3D                                                              | 3D                                                              | 3D                                                              | 3D                                                              | 3D                                    | 3D                                    |         |
| Архітектура                       | Не розголошується | Не розголошується | Не розголошується | Не розголошується | Не розголошується | Не розголошується | Не розголошується                       | Не розголошується                       | Не розголошується                       | Не розголошується                       | TeraScale система команд         | TeraScale система команд         | TeraScale система команд         | TeraScale система команд           | TeraScale система команд           | GCN система команд               | GCN система команд                                              | GCN система команд                                              | GCN система команд                                              | GCN система команд                                              | RDNA система команд                   | RDNA система команд                   |         |
| Мікроархітектура                  | Не розголошується | Не розголошується | Не розголошується | Не розголошується | Не розголошується | Не розголошується | Не розголошується                       | Не розголошується                       | Не розголошується                       | Не розголошується                       | TeraScale 1                      | TeraScale 1                      | TeraScale 1                      | TeraScale 2 (VLIW5)                | TeraScale 3 (VLIW4)                | GCN 1st gen                      | GCN 2nd gen                                                     | GCN 3rd gen                                                     | GCN 4th gen                                                     | GCN 5th gen                                                     | RDNA                                  | RDNA 2                                |         |
| Тип                               | Fixed pipeline    | Fixed pipeline    | Fixed pipeline    | Fixed pipeline    | Fixed pipeline    | Fixed pipeline    | Програмовані конвеєри пікселів і вершин | Програмовані конвеєри пікселів і вершин | Програмовані конвеєри пікселів і вершин | Програмовані конвеєри пікселів і вершин | Уніфікована шейдерна архітектура | Уніфікована шейдерна архітектура | Уніфікована шейдерна архітектура | Уніфікована шейдерна архітектура   | Уніфікована шейдерна архітектура   | Уніфікована шейдерна архітектура | Уніфікована шейдерна архітектура                                | Уніфікована шейдерна архітектура                                | Уніфікована шейдерна архітектура                                | Уніфікована шейдерна архітектура                                | Уніфікована шейдерна архітектура      | Уніфікована шейдерна архітектура      |         |
| Direct3D                          | Н/Д               | Н/Д               | 5.0               | 6.0               | 6.0               | 7.0               | 8.1                                     | 9.0 11 (9_2)                            | 9.0b 11 (9_2)                           | 9.0c 11 (9_3)                           | 10.0 11 (10_0)                   | 10.1 11 (10_1)                   | 10.1 11 (10_1)                   | 11 (11_0)                          | 11 (11_0)                          | 11 (11_1) 12 (11_1)              | 11 (12_0) 12 (12_0)                                             | 11 (12_0) 12 (12_0)                                             | 11 (12_0) 12 (12_0)                                             | 11 (12_1) 12 (12_1)                                             | 11 (12_1) 12 (12_1)                   | 11 (12_1) 12 (12_2)                   |         |
| Shader model                      | Н/Д               | Н/Д               | Н/Д               | Н/Д               | Н/Д               | Н/Д               | 1.4                                     | 2.0+                                    | 2.0b                                    | 3.0                                     | 4.0                              | 4.1                              | 4.1                              | 5.0                                | 5.0                                | 5.1                              | 5.1 6.3                                                         | 5.1 6.3                                                         | 5.1 6.3                                                         | 6.4                                                             | 6.4                                   | 6.5                                   |         |
| OpenGL                            | Н/Д               | Н/Д               | Н/Д               | 1.1               | 1.2               | 1.3               | 1.3                                     | 2.1                                     | 2.1                                     | 2.1                                     | 3.3                              | 3.3                              | 3.3                              | 4.5 (на Linux: 4.5 (Mesa 3D 21.0)) | 4.5 (на Linux: 4.5 (Mesa 3D 21.0)) | 4.6 (на Linux: 4.6 (Mesa 20.0))  | 4.6 (на Linux: 4.6 (Mesa 20.0))                                 | 4.6 (на Linux: 4.6 (Mesa 20.0))                                 | 4.6 (на Linux: 4.6 (Mesa 20.0))                                 | 4.6 (на Linux: 4.6 (Mesa 20.0))                                 | 4.6 (на Linux: 4.6 (Mesa 20.0))       | 4.6 (на Linux: 4.6 (Mesa 20.0))       |         |
| Vulkan                            | Н/Д               | Н/Д               | Н/Д               | Н/Д               | Н/Д               | Н/Д               | Н/Д                                     | Н/Д                                     | Н/Д                                     | Н/Д                                     | Н/Д                              | Н/Д                              | Н/Д                              | Н/Д                                | Н/Д                                | 1.0 (Win 7+ або Mesa 17+)        | 1.2 (Adrenalin 20.1, Linux Mesa 20.0)                           | 1.2 (Adrenalin 20.1, Linux Mesa 20.0)                           | 1.2 (Adrenalin 20.1, Linux Mesa 20.0)                           | 1.2 (Adrenalin 20.1, Linux Mesa 20.0)                           | 1.2 (Adrenalin 20.1, Linux Mesa 20.0) | 1.2 (Adrenalin 20.1, Linux Mesa 20.0) |         |
| OpenCL                            | Н/Д               | Н/Д               | Н/Д               | Н/Д               | Н/Д               | Н/Д               | Н/Д                                     | Н/Д                                     | Н/Д                                     | Н/Д                                     | Close to Metal                   | Close to Metal                   | 1.1                              | 1.2                                | 1.2                                | 1.2                              | 2.0 (Adrenalin драйвер на Win7+) (1.2 на Linux, 2.1 з AMD ROCm) | 2.0 (Adrenalin драйвер на Win7+) (1.2 на Linux, 2.1 з AMD ROCm) | 2.0 (Adrenalin драйвер на Win7+) (1.2 на Linux, 2.1 з AMD ROCm) | 2.0 (Adrenalin драйвер на Win7+) (1.2 на Linux, 2.1 з AMD ROCm) | 2.0                                   | 2.1                                   |         |
| HSA / ROCm                        | Н/Д               | Н/Д               | Н/Д               | Н/Д               | Н/Д               | Н/Д               | Н/Д                                     | Н/Д                                     | Н/Д                                     | Н/Д                                     | Н/Д                              | Н/Д                              | Н/Д                              | Н/Д                                | Н/Д                                | Так                              | Так                                                             | Так                                                             | Так                                                             | Так                                                             | ?                                     | ?                                     |         |
| Декодування відео ASIC            | Н/Д               | Н/Д               | Н/Д               | Н/Д               | Н/Д               | Н/Д               | Н/Д                                     | Н/Д                                     | Н/Д                                     | Н/Д                                     | Avivo/UVD                        | UVD+                             | UVD 2                            | UVD 2.2                            | UVD 3                              | UVD 4                            | UVD 4.2                                                         | UVD 5.0 або 6.0                                                 | UVD 6.3                                                         | UVD 7                                                           | VCN 2.0                               | VCN 3.0                               |         |
| Кодування відео ASIC              | Н/Д               | Н/Д               | Н/Д               | Н/Д               | Н/Д               | Н/Д               | Н/Д                                     | Н/Д                                     | Н/Д                                     | Н/Д                                     | Н/Д                              | Н/Д                              | Н/Д                              | Н/Д                                | Н/Д                                | VCE 1.0                          | VCE 2.0                                                         | VCE 3.0 або 3.1                                                 | VCE 3.4                                                         | VCE 4.0                                                         | VCN 2.0                               | VCN 3.0                               |         |
| Fluid Motion ASIC                 | Ні                | Ні                | Ні                | Ні                | Ні                | Ні                | Ні                                      | Ні                                      | Ні                                      | Ні                                      | Ні                               | Ні                               | Ні                               | Ні                                 | Ні                                 | Ні                               | Так                                                             | Так                                                             | Так                                                             | Так                                                             | Ні                                    | Ні                                    |         |
| Power saving                      | ?                 | ?                 | ?                 | ?                 | ?                 | ?                 | ?                                       | ?                                       | ?                                       | ?                                       | PowerPlay                        | PowerPlay                        | PowerPlay                        | PowerPlay                          | PowerTune                          | PowerTune & ZeroCore Power       | PowerTune & ZeroCore Power                                      | PowerTune & ZeroCore Power                                      | PowerTune & ZeroCore Power                                      | PowerTune & ZeroCore Power                                      | ?                                     | ?                                     |         |
| TrueAudio                         | Н/Д               | Н/Д               | Н/Д               | Н/Д               | Н/Д               | Н/Д               | Н/Д                                     | Н/Д                                     | Н/Д                                     | Н/Д                                     | Н/Д                              | Н/Д                              | Н/Д                              | Н/Д                                | Н/Д                                | Н/Д                              | Через виділений ЦОС                                             | Через виділений ЦОС                                             | Через шейдери                                                   | Через шейдери                                                   | Через шейдери                         | ?                                     |         |
| FreeSync                          | Н/Д               | Н/Д               | Н/Д               | Н/Д               | Н/Д               | Н/Д               | Н/Д                                     | Н/Д                                     | Н/Д                                     | Н/Д                                     | Н/Д                              | Н/Д                              | Н/Д                              | Н/Д                                | Н/Д                                | Н/Д                              | 1 2                                                             | 1 2                                                             | 1 2                                                             | 1 2                                                             | 1 2                                   | 1 2                                   |         |
| HDCP                              | ?                 | ?                 | ?                 | ?                 | ?                 | ?                 | ?                                       | ?                                       | ?                                       | ?                                       | ?                                | ?                                | ?                                | ?                                  | ?                                  | ?                                | 1.4                                                             | 1.4                                                             | 1.4 2.2                                                         | 1.4 2.2                                                         | 1.4 2.2 2.3                           | ?                                     |         |
| PlayReady                         | Н/Д               | Н/Д               | Н/Д               | Н/Д               | Н/Д               | Н/Д               | Н/Д                                     | Н/Д                                     | Н/Д                                     | Н/Д                                     | Н/Д                              | Н/Д                              | Н/Д                              | Н/Д                                | Н/Д                                | Н/Д                              | Н/Д                                                             | Н/Д                                                             | 3.0                                                             | Ні                                                              | 3.0                                   | ?                                     |         |
| Підтримка екранів                 |                   |                   |                   |                   |                   | 1–2               | 2                                       | 2                                       | 2                                       | 2                                       | 2                                | 2                                | 2                                | 2–6                                | 2–6                                | 2–6                              | 2–6                                                             | 2–6                                                             | 2–6                                                             | 2–6                                                             | ?                                     | ?                                     |         |
| Макс. роздільна здатність дисплея | ?                 | ?                 | ?                 | ?                 | ?                 | ?                 | ?                                       | ?                                       | ?                                       | ?                                       | ?                                | ?                                | ?                                | 2–6 × 2560×1600                    | 2–6 × 2560×1600                    | 2–6 × 4096×2160 @ 60 Гц          | 2–6 × 4096×2160 @ 60 Гц                                         | 2–6 × 4096×2160 @ 60 Гц                                         | 2–6 × 5120×2880 @ 60 Гц                                         | 3 × 7680×4320 @ 60 Гц                                           | 7680×4320 @ 60 Гц PowerColor          | 7680×4320 @ 60 Гц PowerColor          |         |
| /drm/radeon                       |                   |                   |                   |                   |                   | Так               | Так                                     | Так                                     | Так                                     | Так                                     | Так                              | Так                              | Так                              | Так                                | Так                                | Так                              | Так                                                             | Н/Д                                                             | Н/Д                                                             | Н/Д                                                             | Н/Д                                   | Н/Д                                   |         |
| /drm/amdgpu h                     | Н/Д               | Н/Д               | Н/Д               | Н/Д               | Н/Д               | Н/Д               | Н/Д                                     | Н/Д                                     | Н/Д                                     | Н/Д                                     | Н/Д                              | Н/Д                              | Н/Д                              | Н/Д                                | Н/Д                                | Н/Д                              | Н/Д                                                             | Так                                                             | Так                                                             | Так                                                             | Так                                   | Так                                   | Так     |

1. ↑  The Radeon 100 Series has programmable pixel shaders, but do not fully comply with DirectX 8 or Pixel Shader 1.0. See article on R100's pixel shaders.
2. ↑  R300, R400 and R500 based cards do not fully comply with OpenGL 2+ as the hardware does not support all types of non-power of two (NPOT) textures.
3. ↑  OpenGL 4+ compliance requires supporting FP64 shaders and these are emulated on some TeraScale chips using 32-bit hardware.
4. 1 2 3  The UVD and VCE were replaced by the Video Core Next (VCN) ASIC in the Raven Ridge APU implementation of Vega.
5. ↑  Video processing ASIC for video frame rate interpolation technique. In Windows it works as a DirectShow filter in your player. In Linux, there is no support on the part of drivers and / or community.
6. 1 2  To play protected video content, it also requires card, operating system, driver, and application support. A compatible HDCP display is also needed for this. HDCP is mandatory for the output of certain audio formats, placing additional constraints on the multimedia setup.
7. ↑  More displays may be supported with native DisplayPort connections, or splitting the maximum resolution between multiple monitors with active converters.
8. ↑  DRM (Direct Rendering Manager) is a component of the Linux kernel. Support in this table refers to the most current version.

## Драйвери

### Пропрієтарний драйвер AND Catalyst
AMD Catalyst розроблявся для Microsoft Windows і Linux. Станом на липень 2014 року інші операційні системи офіційно не підтримуються. Для бренду AMD FirePro, який базується на ідентичному обладнанні, існують драйвери графічних пристроїв, сертифіковані OpenGL.
AMD Catalyst підтримує всі функції, рекламовані для бренду Radeon.

### Безкоштовний драйвер з відкритим кодом для Radeon
Безкоштовні драйвери з відкритим вихідним кодом в основному розроблені для Linux, але також були перенесені на інші операційні системи. Кожен драйвер складається з п'яти частин:
1. DRM компонент ядра Linux
2. Драйвер KMS компонента ядра Linux: в основному драйвер пристрою для контролера дисплея
3. компонент користувацького простору libDRM
4. компонент простору користувача в Mesa 3D;
5. спеціальний і чіткий драйвер 2D графічного пристрою для сервера X.Org, який, буде замінено на Glamor

Безкоштовний графічний драйвер Radeon з відкритим вихідним кодом підтримує більшість функцій, реалізованих у лінійці графічних процесорів Radeon.
Безкоштовні драйвери графічних пристроїв Radeon з відкритим вихідним кодом не спроектовані, а засновані на документації, опублікованій AMD.